# Monti Bucegi

Bucegi Mountains 3D

I Monti Bucegi (in rumeno Munții Bucegi) sono un gruppo montuoso collocato nella Romania centrale a sud della città di Brașov. Fanno parte dei Carpazi.

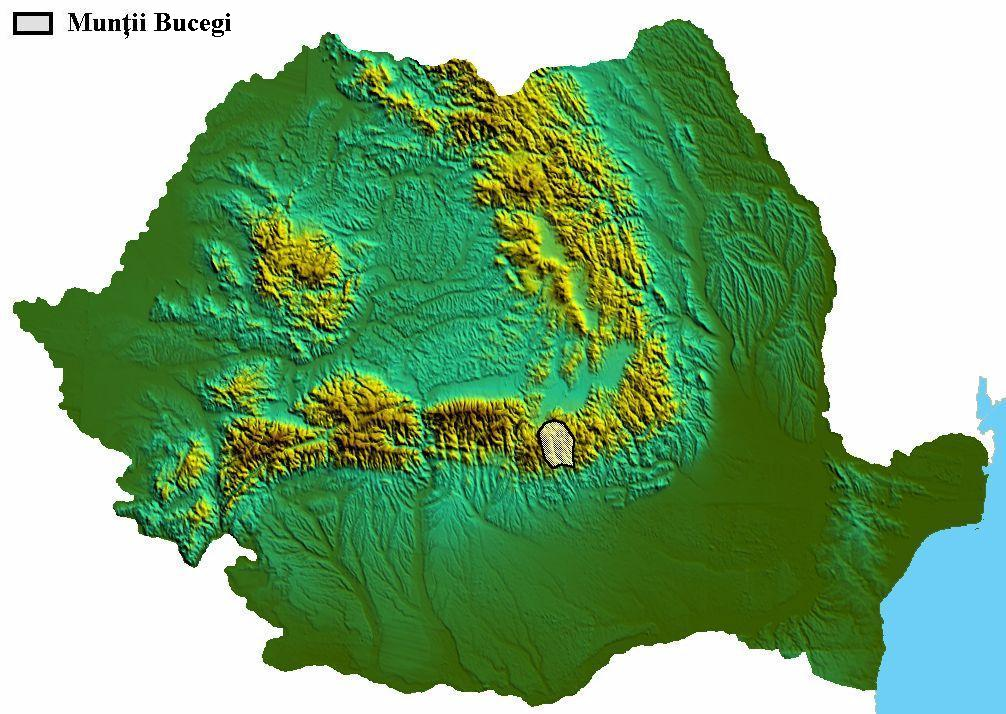
Posizione dei Bucegi nella cartina della Romania.

## Classificazione
I Monti Bucegi hanno la seguente classificazione:
- catena montuosa = Carpazi
- provincia geologica = Carpazi Meridionali
- gruppo = Gruppo Monti Bucegi.

## Suddivisione
Sono a loro volta suddivisi in:
- Monti Bucegi in senso stretto
- Monti Leaotă
- Rucăr-Bran Passage.

## Turismo
Nei pressi dei monti Bucegi si trova la valle del fiume Prahova, sede di un gran numero di località sciistiche.
A partire dal 1935 una parte dei monti Bucegi, situata nel territorio dei distretti di Brașov, Dâmbovița e Prahova, è stata dichiarata area naturale protetta. Nel 1990 è nato ufficialmente il Parco naturale Bucegi, che a partire dai primi anni 2000 è diventata una particolare attrazione turistica, con oltre un milione di visitatori ogni anno. Tra la attrazioni più famose del parco naturale vi è la formazione rocciosa conosciuta come Sfinge dei Bucegi.